# سافويا دي لوكانيا
سافويا دي لوكانيا (بالإيطالية: Savoia di Lucania)‏ هي بلدية في مقاطعة بوتنسا في إقليم بازيليكاتا الإيطالي.

## السكان
في سنة 1861 بلغ عدد السكان 2٬026 نسمة، وتطور العدد ليصل في سنة 2011 لـ 1٬148 نسمة.
يظهر هذا المخطط البياني تطور النمو السكاني لـ سافويا دي لوكانيا